# Садороб
Садороб (Amblyornis) — рід горобцеподібних птахів родини наметникових (Ptilonorhynchidae). Містить 4 види.

## Поширення
Рід поширений в Новій Гвінеї. Садороби мешкають у хмарному гірському лісі.

## Опис
Птахи невеликого розміру (24-26 см завдовжки) з пухнастим і масивним зовнішнім виглядом, округлою головою з коротким, конічним і тонким дзьобом з широкою основою, довгими великими крилами, хвостом середньої довжини, округлим на кінчику. Оперення коричневого кольору, світліше на грудях і животі і темніше на спині. Самці відрізняються від самиць наявністю еректильного, яскраво забарвленого чубчика на голові.

## Класифікація
- Садороб жовтолобий (Amblyornis flavifrons)
- Садороб золоточубий (Amblyornis macgregoriae)
- Садороб короткочубий (Amblyornis subalaris)
- Садороб буроголовий (Amblyornis inornata)